# 調酒師
調酒師，又名酒保、吧员、酒吧服务员等，是專門在酒吧、餐廳、各式活動場合內負責調製雞尾酒及供應飲料與吧台服務的職業。与厨师和餐厅服务员不同的分工相比，调酒师是餐饮行业里少数几种需要在製作商品同时为顾客提供服務的职业。

## 工作内容
調酒師的工作除了雞尾酒與無酒精飲品的調製與設計，通常還包含了一般酒精飲品與軟飲供應、吧台庫存管理以及顧客服務。
團隊中的首席調酒師如同餐廳的主廚般，除了規劃酒單與服務風格，現代的雞尾酒技法多元，也必需要盡可能瞭解咖啡、茶、啤酒、葡萄酒、料理、甜點、發酵、蒸餾等多方元素，調酒師亦需要熟悉傳統的經典雞尾酒而非仅仅是菜单上的酒品。

## 各地發展

### 日本
“日本的調酒方式就像1930年代 國際調酒的時間膠囊。”雞尾酒歷史學家 David Wondrich說，“在過去的二十年裡，來自日本的調酒師已經成為國際雞尾酒界不可或缺的超級明星。事情真正開始升溫是在 2008 年，當時Bon Appetit雜誌宣布東京為世界雞尾酒之都。”現在，日本調酒師以獨特的魅力影響著全世界精緻雞尾酒的發展。

### 香港
調酒師行業愈來愈吃香，香港酒吧業協會副主席錢雋永指出，香港人愈來愈講究調酒的質素，酒吧業界亦出現高薪搶人的情況，調酒師的月薪於2013年約1萬1千元至1萬2千元，在2015年已達到1萬4千元至1萬5千元，且工作性質比較自由，吸引不少年輕人進身行業。調酒師張寅傑指出，尊重客人、與客人溝通、認識酒的味道和材料配搭才是調酒師最重要的一環。
在酒吧業界，亦有聾人進身這行業。半島青年商會與聾人機構「龍耳」合作，舉辦調酒課程，令聾人有機會實踐理想。有餐飲公司指，聾人的優點是細心及專心，已邀請學員在店內實習。
成為調酒師，可在香港調酒學校報讀36小時課程，學員通過考核，便可獲香港酒吧業界認可的證書，成為專業調酒師，亦可到不同酒店或大型餐飲機構實習，累積經驗。

## 圖集
- 美國科羅拉多州黑鷹市一間酒吧內的調酒師（攝於1897年）
- 多倫多一間酒店內的調酒師（攝於1911年）
- 一名年輕英國學生當女酒保（攝於1994年）